# Roodwanghoningzuiger
De roodwanghoningzuiger (Chalcoparia singalensis, synoniem: Anthreptes singalensis) is een soort honingzuiger die voorkomt in Zuidoost-Azië. Sinds de eeuwwisseling is deze honingzuiger in het monotypische geslacht Chalcoparia gezet. Binnen het verspreidingsgebied worden elf ondersoorten onderscheiden.

## Leefwijze
Deze honingzuiger voedt zich hoofdzakelijk met insecten, maar ook met stuifmeel en niet met nectar. Zijn gedrag lijkt verder op dat van andere honingzuigers.

## Kenmerken
De roodwanghoningzuiger is een kleine honingzuiger, met een forse snavel. Hij is 10 centimeter lang. Net als bij de meeste honingzuigers is het mannetje kleurrijker dan het vrouwtje. Het mannetje is iriserend rood op de wangen (oorstreek), verder groen van boven; de keel is oranje en de buik is voornamelijk geel. Het vrouwtje is olijfgroen boven en oranje op de borst.
Deze honingzuiger wijkt af van de andere soorten door zijn foerageergedrag. Zijn tong is niet geschikt om nectar mee op te nemen. Verder komt de roodwanghoningzuiger voor in familiegroepjes, wat andere soorten honingzuigers niet doen.

## Verspreiding en leefgebied
De roodwanghoningzuiger komt voor in laagland- en heuvellandbos (onder de 900 m boven de zeespiegel), secondair bos en soms in tuinen en parken. Het verspreidingsgebied reikt van Nepal, oostelijk naar Zuidoost-Azië van Myanmar tot op de Grote Soenda-eilanden (niet op [[C
Sulawesi]]).
De soort telt 11 ondersoorten:
- C. s. assamensis: van de oostelijke Himalaya en Bangladesh tot zuidelijk China, noordelijk Thailand en noordelijk Myanmar.
- C. s. koratensis: oostelijk Thailand en Indochina.
- C. s. internota: noordelijk Malakka.
- C. s. interposita: centraal Malakka.
- C. s. singalensis: zuidelijk Malakka.
- C. s. sumatrana: Sumatra.
- C. s. panopsia: de eilanden ten westen van Sumatra.
- C. s. pallida: de Natuna-eilanden ten noordwesten van Borneo.
- C. s. borneana: Borneo.
- C. s. bantenensis: westelijk Java.
- C. s. phoenicotis: centraal en oostelijk Java.

## Status
De roodwanghoningzuiger heeft een groot verspreidingsgebied en daardoor alleen al is de kans op uitsterven uiterst gering. De grootte van de populatie is niet gekwantificeerd, maar er is geen aanleiding te veronderstellen dat de soort in aantal achteruit gaat. Om die redenen staat deze honingzuiger als niet bedreigd op de Rode Lijst van de IUCN.